# Liam Davison
Liam Patrick Davison (Melbourne, 1957. július 29. – Hrabove közelében, 2014. július 17.) ausztrál író. Feleségével együtt a Malaysia Airlines 17-es járatának áldozata.

## Élete, munkássága
Liam Davison Melbourneben született, és 2007-ig itt is élt. A frankstoni Chisholm Institute-ban tanított kreatív írást.
Több alkalommal tüntették ki ausztrál irodalmi díjakkal.
Műveit az ausztrál történelem és táj pontos megfigyelése, igényes ábrázolása jellemzi, elbeszélései ausztrál irodalmi antológiákban jelentek meg.
Feleségével együtt 2014. július 17-én, az Ukrajnában található Hrabove közelében hunyt el a Malaysia Airlines 17-es járatának fedélzetén.

## Művei
- The Velodrome (1988)
- The Shipwreck Party (Short stories) (1988)
- Soundings (1993)
- The White Woman (1994)
- The Betrayal (2001)
- Collected Stories (2001)
- The Spirit of Australia (Jim Conquesttel)

## Fordítás
- Ez a szócikk részben vagy egészben  a   Liam Davison című angol Wikipédia-szócikk ezen változatának fordításán alapul.  Az eredeti cikk szerkesztőit annak laptörténete sorolja fel. Ez a jelzés csupán a megfogalmazás eredetét és a szerzői jogokat jelzi, nem szolgál a cikkben szereplő információk forrásmegjelöléseként.